# Manbidż (poddystrykt)
Manbidż – jedna z 5 jednostek administracyjnych trzeciego rzędu (nahijja) dystryktu Manbidż w muhafazie Aleppo w Syrii.
W 2004 roku poddystrykt zamieszkiwało 202 976 osób.